# تبدد
التبدد  أو التبديد في الديناميكا الحرارية (الترموديناميك)، هو نتيجة لعملية غير عكوسة تحدث في نظام ترموديناميكي غير متجانس. إن العملية المبدّدة هي العملية التي يحدث فيها تحوّل للطاقة (كامنة أو حركية) من شكل أوّلي إلى شكل نهائي، تكون فيه السعة للشكل النهائي من أجل القيام بعمل ميكانيكي أقل من الشكل الأولي. إن العمليات المبددة في الترموديناميك هي في الأساس العمليات غير العكوسة، والتي تترافق فيها ازدياد في الإنتروبيا.

## أمثلة
من الأمثلة على العمليّات المبددة ظاهرة الاحتكاك، والتي تتحوّل فيها الطاقة في نظام تحريكي من حركة موجّهة ضمن الأطار الماكروي إلى شكل آخر من أشكال الطاقة مثل الطاقة الحرارية، تكون فيه حركة الجزيئات عشوائية.
تعد التفاعلات الكيميائية من الأمثلة الواضحة على العمليات غير العكوسة.